# Eotrogaspidia buddha
Eotrogaspidia buddha (лат.) — вид ос-немок из подсемейства Mutillinae.

## Распространение
Ориентальная область: Индия, Непал, Пакистан, Шри-Ланка.

## Описание
Мелкие пушистые осы (5-10 мм). От близких видов отличается следующими признаками: наличник базально приподнят, медиальное вдавление на переднем крае латерально ограничено килями; переднеспинка с узким латеральным пятном из светлых щетинок; куспис палочковидный; членик жгутика F1 сильно сжат, шире F2; проподеум дорсально с редкими светлыми щетинками и видимой скульптурой . Тело чёрное с ржаво-красной грудью и светлыми пятнами на брюшке (у крылатых самцов тело тёмное с рыжеватым брюшком). У самцов 13-члениковые усики, у самок — 12-члениковые. Тело в густых волосках.

## Классификация и этимология
Вид был впервые описан в 2021 году и включён в состав рода Eotrogaspidia (Trogaspidiini) по материалам из Индии и других стран. Назван в честь Будды, религиозного лидера древней Индии, основателя буддизма.